# Eliseo Payán
José Eliseo Payán Hurtado (Cali, 1 de agosto de 1825-Buga, 30 de junio de 1895) fue un estadista, abogado, militar y político colombiano. Fue presidente de Colombia entre el 7 de enero de 1887 y el 4 de junio de 1887. Miembro del extinto Partido Nacional.
Es conocido por su carrera política en Buga y en Cauca, futuro Valle del Cauca.
Payán fue el primer vicepresidente de la actual Colombia, y también ocupó la presidencia de la República entre enero y junio de 1887, como vicepresidente de Rafael Núñez, quien estaba en licencia. Su gobierno se caracterizó por acercarse a los liberales radicales y por la moderación del conservatismo, en el período conocido como "la Payanización".

## Biografía
Eliseo Payán Hurtado nació el 1 de agosto de 1825 en Cali, en el seno de una familia prominente de la antigua región del Cauca.
Realizó sus primeros estudios en el Colegio Santa Librada de Cali. Posteriormente se graduó como abogado en la Universidad del Cauca. Ejerció el derecho en la ciudad de Buga, donde también se dedicó al comercio, a la justicia y a puestos administrativos.
Fundó la Sociedad Democrática Bugueña y redactó el periódico "El Sentimiento Democrático" en Cali, en sociedad con Manuel Antonio Scarpetta y Ramón.
Empezó su trasegar político en la Cámara Provincial del Cauca, donde se destacó por su oratoria. Llegó al Congreso Nacional como representante del Cauca, (entre 1854 y 1855.)

### Gobernador del Cauca (1871-1876)
El general Payán participó en la guerra civil de 1860, de la mano del presidente caucano Tomás Cipriano de Mosquera, en contra del electo presidente conservador Mariano Ospina Rodríguez.
Al final de la guerra, Mosquera lo nombró gobernador de la provincia de Buga, y sólo un año después llegó a la gobernación del estado más grande y próspero de Colombia: el Cauca. Trasladó la capital de Popayán a Quibdó y ocupó este cargo de 1871 a 1876.

### La Regeneración

#### Candidatura presidencial
El 20 de agosto de 1881 Payán recibió el máximo grado en el ejército colombiano de entonces, siendo nombrado General en Jefe. Ese mismo año, presentó su candidatura presidencial para las elecciones de 1882, pero renunció en favor de Francisco Zaldúa.

#### Defensa de Núñez
Por sus continuas diferencias con los radicales liberales, Payán se adhirió al movimiento conocido como La Regeneración y apoyó al presidente Rafael Núñez en su conservatización del país. De 1882 a 1884 desempeñó la secretaría de Guerra para Núñez.
En el segundo gobierno del presidente Núñez, entre 1884 y 1886, se destacó por su defensa de La Regeneración. Se puso al mando del ejército estatal, defendiendo al gobierno en la revolución radical de 1885, y venció a las tropas radicales en la batalla de Santa Bárbara de Cartago.

#### Cuestión Cerruti

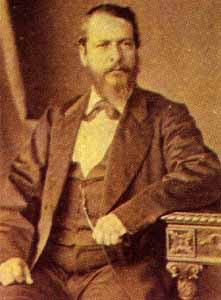
Retrato de Payán.

Durante la guerra civil de 1884, un batallón del Cauca fue acusado de "venderse" a unos comerciantes radicales, entre los que estaba el diplomático italiano Ernesto Cerruti. Esto llevó a que las autoridades del Estado argumentaran que Cerruti había perdido su neutralidad y, quedaba cobijado por las leyes colombianas.
A raíz de esto, en febrero, Payán en su carácter de Presidente del Estado Soberano del Cauca, ordenó confiscar las propiedades de Cerruti y sus socios en Buenaventura, Cali, Palmira y Popayán. Se declaró bien nacional la propiedad personal de dicho Cerruti, lo mismo que la posee en común con los rebeldes Ezequiel Hurtado y Virgilio Quintana.
Cerruti fue enviado a la cárcel y se le inició un proceso por rebelión, hasta que, en julio de 1885, un barco de guerra italiano desembarcando tropas en Buenaventura, y el capitán exigió la libertad para Cerruti, lo que llevó al rompimiento de las relaciones entre Colombia e Italia. Entonces, Cerruti partió a Europa, donde el en junio de 1886 inició el proceso que se conoce como Cuestión Cerruti.

### Vicepresidencia (1886-1887)
En 1886, Payán fue elegido vicepresidente de Rafael Núñez, quien fue reelegido presidente por el Consejo de Delegados, tras la creación de la Constitución de ese año. Núñez, sin embargo, no pudo asumir el poder por sus problemas de salud, y Payán rehusó asumir la presidencia en favor del primer designado presidencial, José María Campo, quien ejerció la presidencia hasta enero de 1887, cuando Núñez recuperó el poder en su nombre.

#### Designación presidencial
A pesar de lo anterior, Núñez se vio obligado a renunciar definitivamente en enero de 1887. Fue entonces cuando el Consejo de Delegados nombró a su vicepresidente, Eliseo Payán, como nuevo presidente encargado en reemplazo de Núñez, que ya se había retirado a Cartagena.

### Presidencia (1887-1888)
Payán asumió el cargo el 7 de enero de 1887, cuando tenía 61 años. Su corto gobierno se conoció como "La Payanización".
Los liberales radicales, aprovechando la ausencia de Núñez y el progresismo de Payán se empezaron a acercar al presidente, que comenzó a tomar decisiones poco ortodoxas para un conservador como él. Recién asumida la presidencia, Payán decretó la libertad de prensa en Colombia, hecho que despertó numerosas críticas y suspicacias entre los conservadores del país. Incluso a Núñez le molestó la medida.
En abril de 1887, sancionó la ley 57 de 1887, el código civil colombiano, vigente hasta el día de hoy, que tomó como referencia el código civil napoléonico y las disposiciones del profesor venezolano Andrés Bello, instructor de Simón Bolívar.

### Renuncia
Payán dejó el cargo el 4 de junio de 1887 para que Núñez lo reasumiera. Payán fue elegido nuevamente para ocupar el cargo en diciembre de 1887, ya que Núñez renunció nuevamente. Sin embargo, Núñez reclamó de nuevo el poder el 8 de febrero de 1888, y lo apartó definitivamente del cargo, acusándolo de tener vínculos con los liberales radicales y con su influencia logró que se condenara a Payán al destierro, derogando todas las medidas progresistas que adoptó durante su corto gobierno.

### Controversias
El escándalo que generaron sus tendencias radicales derivó en el término "Payanización", y se aplicó a todo miembro del gobierno nacional (en especial el vicepresidente) que actuara abiertamente en contra de la política presidencial imperante. Fue tal el escándalo que provocó Payán que el Consejo de Delegados -abiertamente conservador- eliminó la figura del vicepresidente, porque la consideraba contraria con las reformas que estaba implantando el presidente Núñez.

## Últimos años
Eliseo Payán se vio obligado a huir a Medellín, y luego se radicó en una hacienda de Buga, donde murió el 30 de junio de 1895, a los 69 años.

## Familia
Eliseo Payán era miembro de importantes familias de la rica región minera del Cauca.
Era hijo de Juan José Payán de la Rosa y de su esposa María Antonia Hurtado, siendo el séptimo de ocho hijos. Sus hermanos era Juana Petrona, Juan Bautista, Juan José, Francisco Antonio, Ana María, María Remedios, María Gregoria y Jenaro Payán Hurtado. Su madre estaba emparentada con el político Nicolás Hurtado y con su hijo, el también político Ezequiel Hurtado Hurtado, presidente de Colombia en 1884, quien estaba también emparentado con las familias Arboleda y Valencia.

### Matrimonio y descendencia
Eliseo contrajo nupcias con Carmen Ospina Lenis, con quien tuvo 5 hijosː Isabel, Dolores, Rubén, Eliseo y Vicenta Payán Ospina.